# Norma McCorveyová
Norma McCorveyová, anglicky celým jménem Norma Leah McCorvey (roz. Nelson, 22. září 1947 – 18. února 2017), známější pod právním pseudonymem Jane Roe, byla žalobkyní v přelomovém americkém soudním případu Roe vs. Wade v roce 1973. Americký Nejvyšší soud v kauze rozhodl, že jednotlivé státní zákony zakazující potraty jsou protiústavní. Později se McCorveyové pohledy na interrupci podstatně změnily a ona se stala římskokatolickou aktivistkou v Hnutí pro-life. Na konci života se svěřila, že za tyto aktivity byla placena. 
V knize The Family Roe čerpal autor Joshua Prager z jejích osobních záznamů a vlastních rozhovorů a sledoval její boje s depresemi a závislostí na návykových látkách, s chudobou a obtížnými rodinnými vztahy, s homosexualitou na konzervativním Jihu a v neposlední řadě také s pro-choice a pro-life aktivisty, kteří ji ovlivňovali. 
Její odklon od hnutí pro-choice a zastánců potratů nastal poté, co se veřejně přiznala, že její těhotenství nebylo následek znásilnění, ale krátkého románku. Hnutí se od ní distancovalo, přestala dostávat pozvánky, aby promlouvala na shromážděních. Později se Norma McCorvey připojila k hnutí pro-life a v devadesátých letech vystupovala jako odpůrkyně rozhodnutí v případě Roe vs. Wade.
Na sklonku života uvedla, že byla placena pro-life organizací Operation Rescue, aby veřejně vystoupila proti potratům. V dokumentu AKA Jane Roe McCorvey říká: "Tohle je moje zpověď na smrtelné posteli." Nikdy ve skutečnosti nepodporovala hnutí proti potratům. "Vzala jsem jejich peníze, oni mě postavili před kameru a řekli mi, co mám říkat, a já jsem říkala přesně tohle."

## Příčiny obratu k pro-life
Zásadní zlom pro McCorvey nastal v roce 1995, kdy pracovala na potratové klinice v Dallasu, kde zvedala telefony a radila budoucím pacientkám. V sousedství se otevřelo křesťanské krizové těhotenské centrum provozované extrémní protipotratovou skupinou Operation Rescue. McCorvey řekla tisku, že byla "zděšena". Začala však hovořit s pro-life aktivisty, kteří pracovali vedle ní, a ti jí nabídli pocit sounáležitosti, který jí hnutí pro volbu odepřelo. McCorvey se spřátelila s dcerou jedné z pracovnic protipotratového centra, malou holčičkou jménem Emily. Dítě bylo odzbrojující a obě si vytvořily vztah, který McCorvey nikdy nemohla navázat se svými vlastními dětmi. Také se zamilovala do Emilyiny matky, která to však neopětovala. Flip Benham, který vedl krizové centrum a tušil, jaký převrat by znamenalo její obrácení, jí daroval Bibli. "Mají mě upřímně rádi," řekla McCorvey jednomu reportérovi, "a záleží jim na mém spasení".
V devadesátých letech, kdy byla McCorvey v pro-life týmu, však stále říkala, že podporuje právo ženy na přerušení těhotenství v prvním trimestru, což je zákrok, který představuje většinu všech potratů. Čili názor nezměnila. Tehdejší lídr protipotratového hnutí Rob Schenck popsal listu Washington Post, jak se s tímto rozporem v hnutí vyrovnali. "Říkali jsme si, že jí stačí dát trochu času a ona dozraje." Nakonec ji přiměli, aby to přestala veřejně říkat, ale nevěděli, zda skutečně změnila názor.

## Tři dcery
McCorvey měla tři dcery a ani jednu nevychovávala. První dceru, kterou měla v šestnácti letech, vychovávala především její matka; druhé dítě dala k adopci. McCorvey si v Texasu přivydělávala v málo placených zaměstnáních a v různých obdobích se potýkala se závislostí na návykových látkách; a ani na třetí rodičovství nebyla ve svých 23 letech připravena. Právě její zoufalá situace z ní udělala tzv. vhodnou žalobkyni. Kdyby měla peníze na cestu do místa, kde již byl potrat legální, její právníci by nemohli argumentovat, že současné řešení podle jednotlivých států klade na jejich klientku neúnosnou zátěž.
Nejmladší dcera Shelley McCorvey po celé dětství nevěděla o svém původu ani o své roli ve slavném případu. V osmnácti letech ji však se svolením její biologické matky vypátrali "adopční detektiv" a bulvární reportér. Řekli jí, kdo je její matka, a tlačili na ni, aby zveřejnila své vlastní názory na potraty. Tato zkušenost byla traumatizující a nezlepšilo ji ani spojení s McCorveyovou, která jí řekla, že by jí měla "poděkovat" za to, že ji nenechala potratit. Shelley jí nikdy neodpustila a hněv, který vůči McCorveyové chovala, ji pronásledoval po celá léta a bránil jí v navazování vztahů s biologickými sestrami.